# 북서부주 (스리랑카)

북서부 주

북서부주(싱할라어: වයඹ පළාත, 타밀어: வட மேல் மாகாணம்)는 스리랑카 북서부에 위치한 주로 주도는 쿠루네갈라이며 면적은 7,812km2, 인구는 2,169,892명(2001년 기준)이다. 2개 구(쿠루네갈라 구, 푸탈람 구)를 관할한다.

## 같이 보기
- 스리랑카의 주
- 스리랑카의 구